# Teodoro (prefeito pretoriano da Gália)
Teodoro (em latim: Theodorus) foi um oficial romano do final do século IV e começo do século V, que esteve ativo no final do reinado conjunto dos imperador Valentiniano II (r. 375–392) e Teodósio I (r. 378–395) e durante parte do reinado do imperador ocidental Honório (r. 395–423).

## Vida

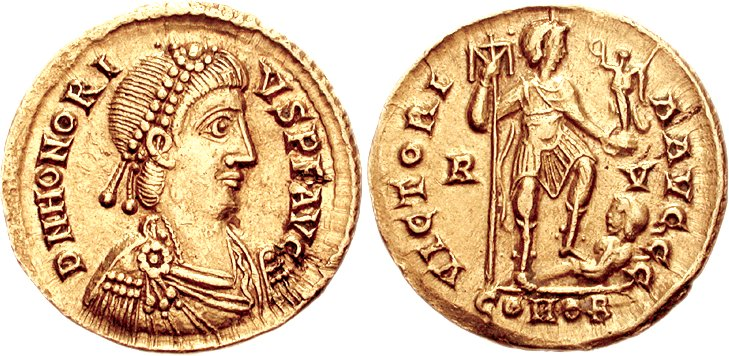
Soldo de Honório r.

Praticamente nada se sabe sobre suas origens. Nascido em algum ponto durante o século IV, possivelmente era filho do futuro cônsul Flávio Málio Teodoro e irmão de Mânlia Dedália, que em data desconhecida nomeou-o herdeiro. Aparece pela primeira vez em 390, quando foi convidado por Quinto Aurélio Símaco para auxiliar nos preparativos de sua nomeação para cônsul. De acordo com o convite de Símaco, Teodoro estava ocupando algum ofício, mas não é feita menção qual.
Em 396, é citado como procônsul da África, posto que provavelmente já ocupava desde data anterior então desconhecida. Entre 396 e 397, serviu como prefeito pretoriano da Gália, em sucessão de Hilário. Teodoro desaparece das fontes por alguns anos, apenas voltando a ser mencionado em 408, quando tornar-se-ia prefeito pretoriano da Itália e Ilíria, posição que reteria até 409, quando foi demitido por Olímpio e substituído por Ceciliano. Considerável legislação produzida durante seu mandato foi preservada nos Códigos de Teodósio e Justiniano.